# خاندان شیمازو
خاندان شیمازو (به ژاپنی: 島津氏 Shimazu-shi) یکی از دایمیو‌های قلمروی ساتسوما بود که منطقه نفوذ آن ولایت‌های ساتسوما، اوسومی و هیوگا در ژاپن را در بر می‌گرفت.
یکی از شعبه‌های خاندان شیمازو، خاندان ایماایزومی نام داشت. تنشو-این همسراصلی شوگون سیزدهم، دخترِ شیمازو تاداتاکه رهبر این شعبه از خاندان شیمازو بود.

## تاریخچه

### دوره سنگوکو
پس از پایان تهاجم ژاپن به کره (۱۵۹۸–۱۵۹۲)، خاندان شیمازو به دلیل دستاوردهای نظامی خود مانند نقش چشمگیرش در نبرد ساچون (۱۵۹۸) عملکردش بسیار مثبت ارزیابی شد و خاندان شیمازو ۵۰٬۰۰۰ ککو (زمین بر اساس برداشت برنج. در تئوری، یک ککو برنج حدود ۱۵۰ کیلوگرم است. یکی از فاکتورهای تعیین جایگاه مقام و برتری دایمیوها یا حاکمان فئودال نسبت به دایمیوهای دیگر میزان بزرگی مساحت مزارع برنج در قلمروی تحت مدیریت آنان بود) اضافی از رژیم تویوتومی دریافت کرد. در نتیجه، خاندان شیمازو از ۵۶۹۰۰۰ ککو (نتایج بازرسی زمین توسط ایشیدا میتسوناری در دوره بونروکو از دسامبر ۱۵۹۲ تا اکتبر ۱۵۹۶) به ۶۱۰٬۰۰۰ ککو رسید و پس از، خاندان توکوگاوا (۲٫۵۵ میلیون ککو)، خاندان اوئه‌سوگی (۱٫۲ میلیون ککو) و خاندان موری (۱۲/۱ میلیون ککو) و خاندان مائدا (۸۴۰٬۰۰۰ ککو) قرار گرفت.

### دوره ادو

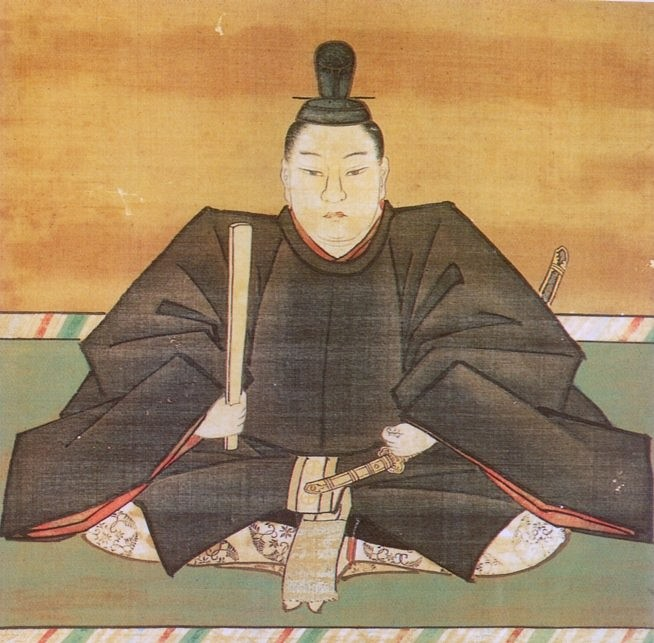
شیمازو یوشی‌هیرو برادر کوچکتر شیمازو یوشی‌هیسا رهبر خاندان شیمازو

ادعا شده است که در نبرد سکیگاهارا، شیمازو یوشی‌هیرو به دلیل سوءتفاهم، به ارتش غربی که از خاندان تویوتومی پشتیبانی می‌کرد، پیوسته است به این ترتیب که توکوگاوا ایه‌یاسو که قبل از حرکت پیش‌بینی حمله از طرف میتسوناری به محل اقامت خود را کرده بود، دوست دوران کودکی خود توری موتوتادا را به همراه ۱۸۰۰ نفر سرباز جهت دفاع در قلعه فوشیمی باقی گذاشت. پس از حرکت، ایه‌یاسو چون این عده سرباز را برای دفاع کافی نمی‌دید، از رهبر خاندان شیمازو، شیمازو یوشی‌هیرو خواست که به توری موتوتادا بپیوندد و از قلعه فوشیمی دفاع کند. شیمازو یوشی‌هیرو به همراه ۱۰۰۰ سرباز خود را به قلعه رساند اما به علت اینکه توری موتوتادا پیغامی از خود ایه‌یاسو دربارهٔ این نیروی کمکی دریافت نکرده بود، درهای قلعه را بر روی او و سپاهش باز نکرد. شیمازو یوشی‌هیرو که این رفتار را نسبت به خود توهین‌آمیز تلقی کرده بود، پس از آن تغییر موضع داده و به نیروهای سپاه غربی ملحق شد. به این سبب خاندان شیمازو در یک رابطهٔ خصمانه با خاندان توکوگاوا قرار گرفت، اما پس از نبرد رهبر خاندان شیمازو، شیمازو یوشی‌هیسا،  حدود سه سال در مذاکرات با توکوگاوا ایه‌یاسو کرد و ضمن اظهار وفاداری و بیعت همچنین با حمایت کونوئه نوبوتادا، ای نائوماسا و یاماگوچی نائوتومو، که نزدیکان ایه‌یاسو بودند، این خاندان توانست همه مناطق متعلق به خود را حفظ کند. پس از آن، به عنوان قلمروی ساتسوما در سیستم باکوهان گنجانده شد.